# Bupalus
Bupalus är ett släkte av fjärilar som beskrevs av Leach 1815. Bupalus ingår i familjen mätare.

## Bildgalleri

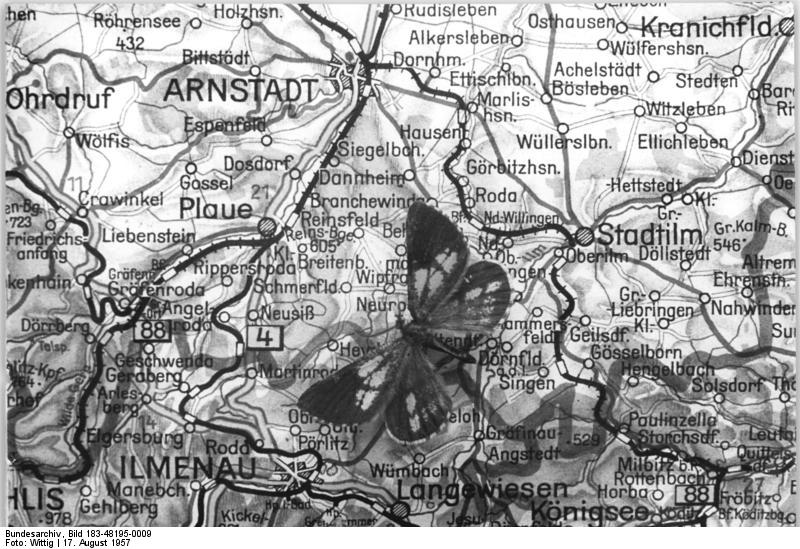
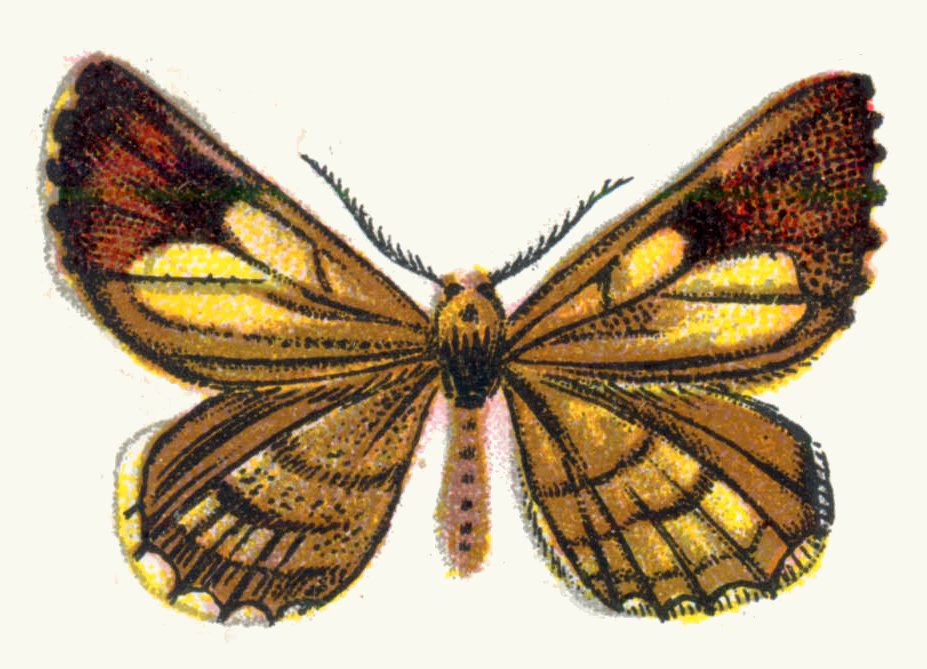
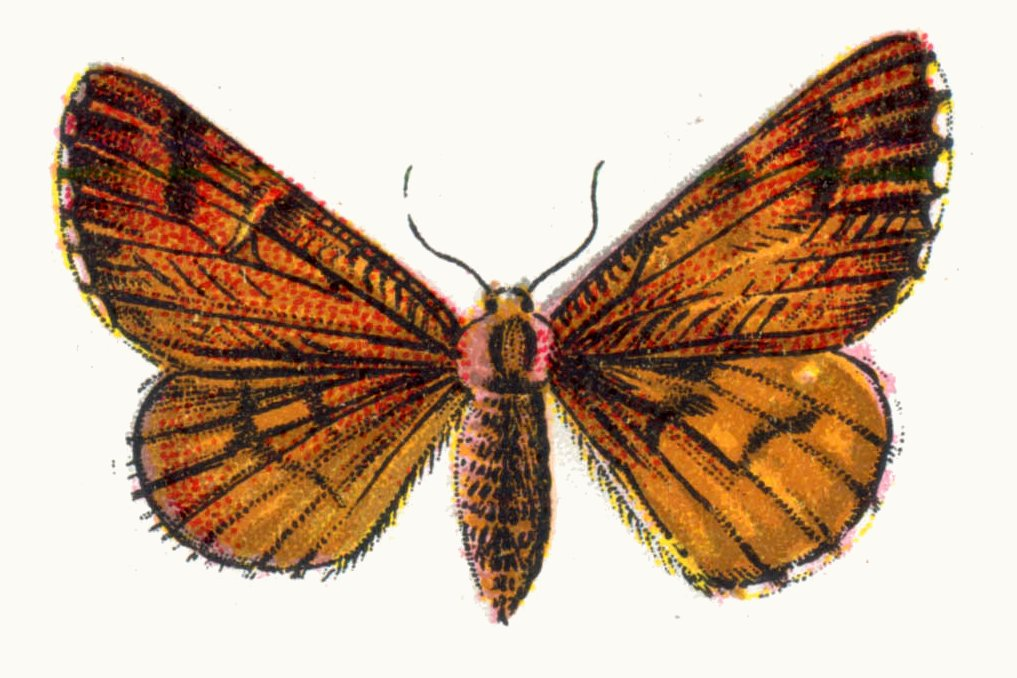
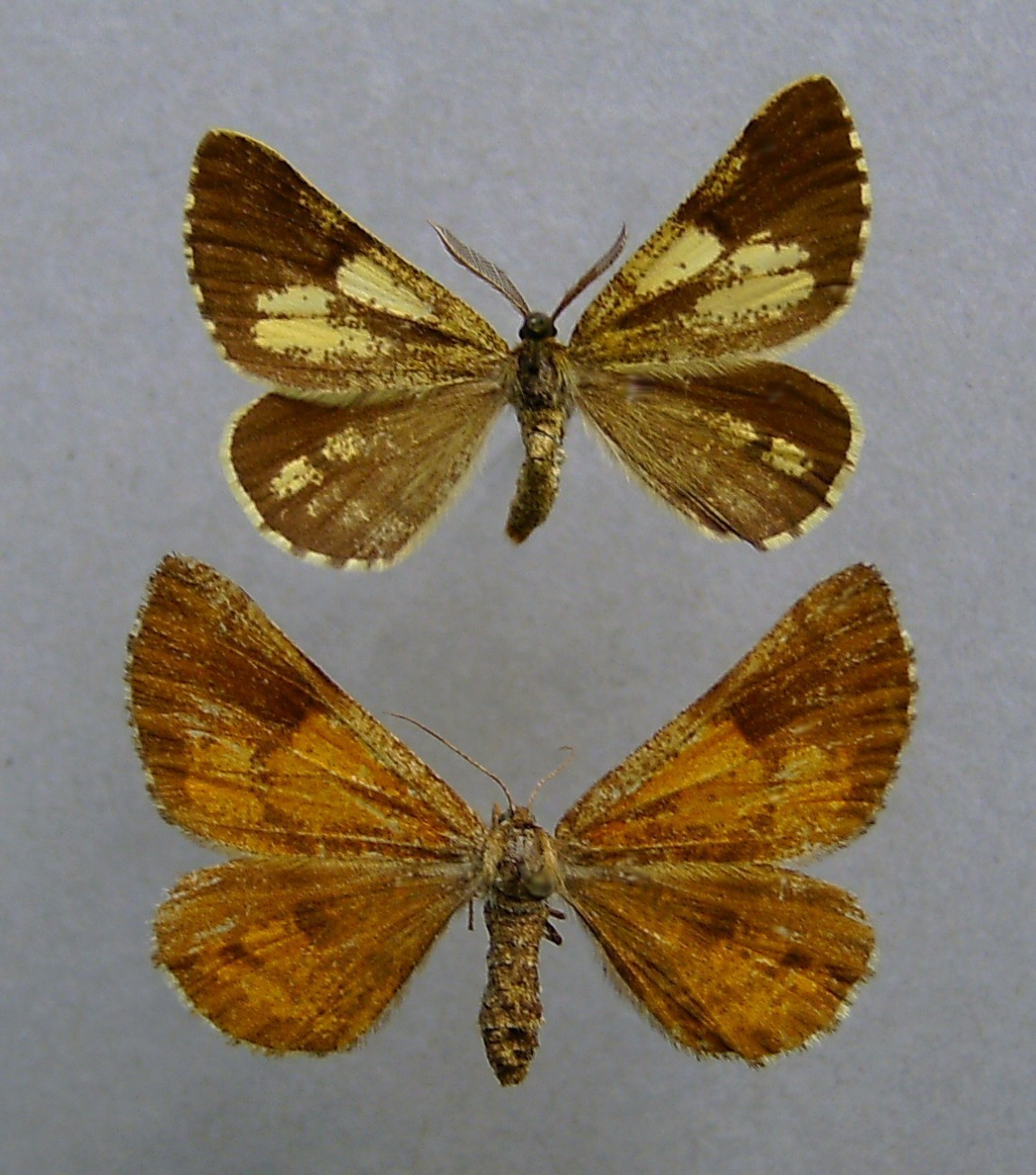
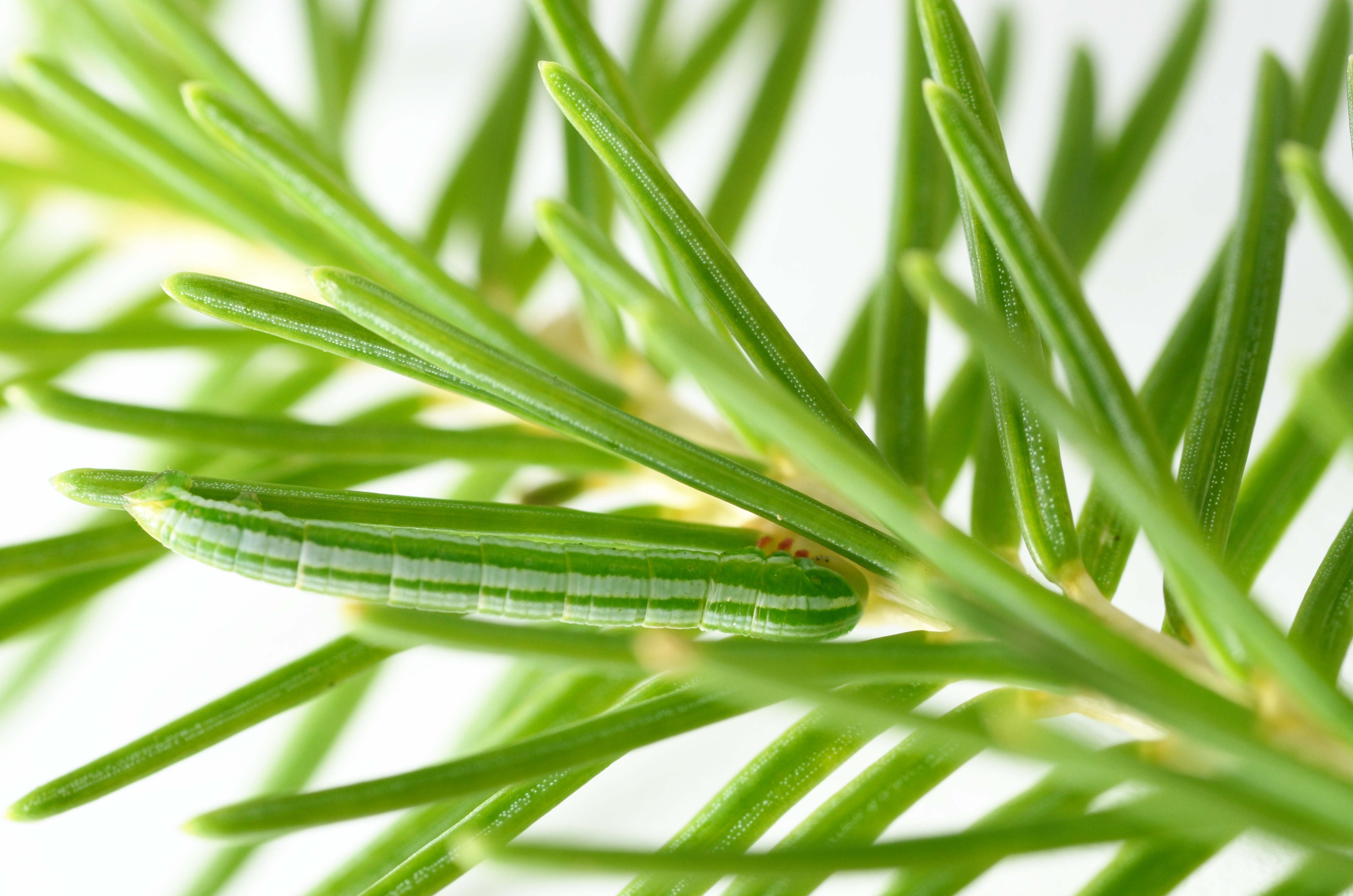
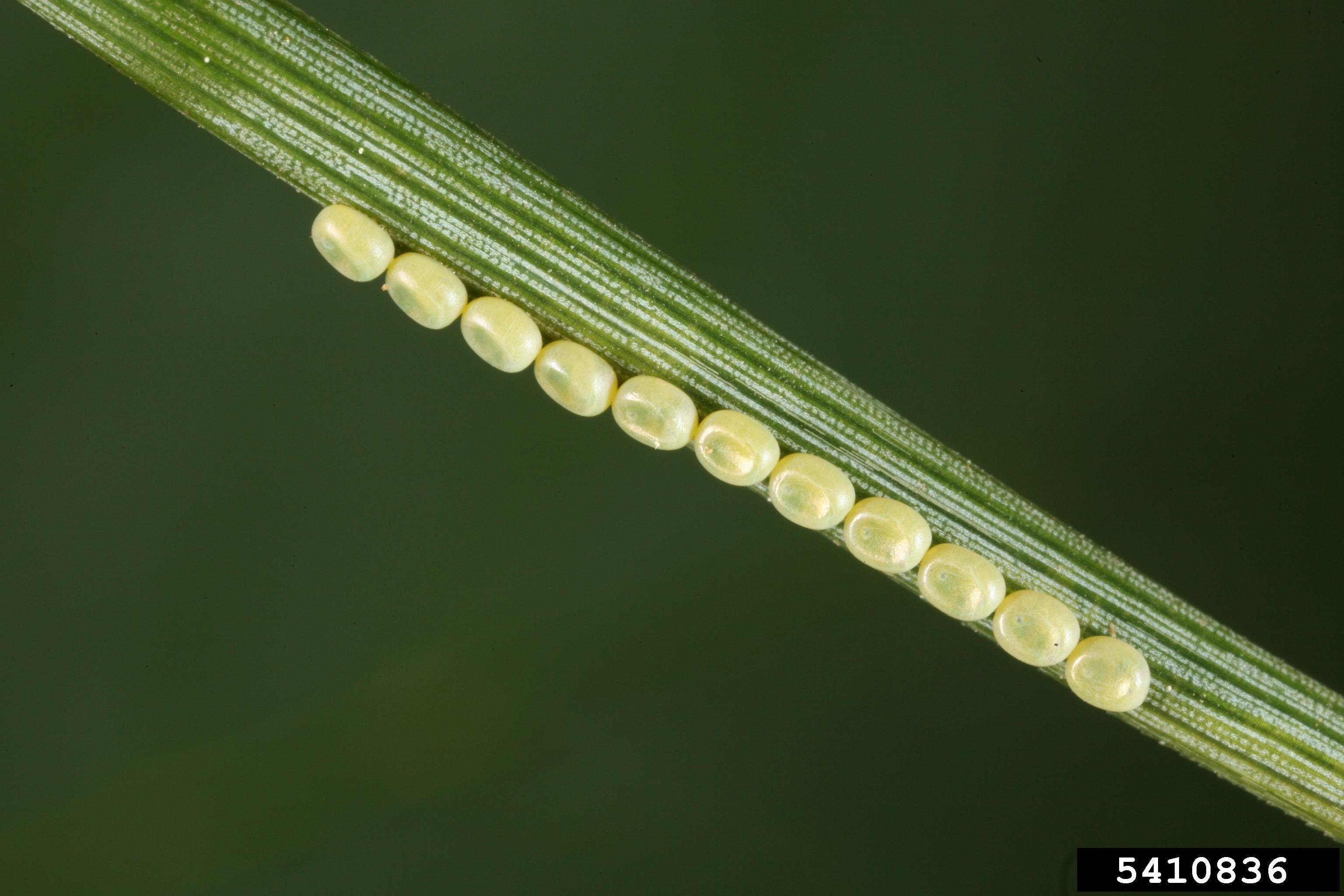

## Dottertaxa tillBupalus, i alfabetisk ordning[1][2]
- Bupalus albida
- Bupalus albidaria
- Bupalus albomacula
- Bupalus albopuncta
- Bupalus anomalarius
- Bupalus bergeri
- Bupalus bernieri
- Bupalus bupaloides
- Bupalus cembraria
- Bupalus costimaculata
- Bupalus dzuizynskii
- Bupalus espagnolus
- Bupalus flava
- Bupalus flavescens
- Bupalus flavomaculata
- Bupalus flavomughusaria
- Bupalus fulvaria
- Bupalus funebris
- Bupalus fuscantaria
- Bupalus fuscostrigata
- Bupalus hirschkei
- Bupalus iberaria
- Bupalus immacula
- Bupalus inversa
- Bupalus kansuensis
- Bupalus kolleri
- Bupalus michaellarius
- Bupalus mughusaria
- Bupalus nana
- Bupalus nigricans
- Bupalus nigricarius
- Bupalus nivalis
- Bupalus piniaria
- Bupalus piniarius
- Bupalus postclara
- Bupalus rautheri
- Bupalus shensicola
- Bupalus strigata
- Bupalus tiliaria
- Bupalus tristis
- Bupalus unicolora
- Bupalus vestalis
- Bupalus wolffi